# Ohne ein Wort zu sagen
Ohne ein Wort zu sagen (Originaltitel: Špína) ist ein slowakisch-tschechisches Filmdrama von Tereza Nvotová aus dem Jahr 2017. Es wurde am 28. Januar 2017 auf dem International Film Festival Rotterdam (IFFR) uraufgeführt.

## Handlung
Lena ist 17 Jahre alt und führt das normale Leben einer Schülerin. Sie und ihre beste Freundin Roza rauchen heimlich Zigaretten, sprechen über Jungs, gehen in Clubs tanzen und nehmen die Schule nicht immer ganz so ernst. Lena wohnt bei ihren Eltern und ihrem Bruder Bohdan, der an einer Gangstörung leidet. Der bei den Schülern beliebte Mathematiklehrer Robo gibt Lena Nachhilfeunterricht bei ihr zu Hause. An einem Nachmittag überwältigt dabei er Lena in ihrem Zimmer, drückt sie ins Bett und vergewaltigt sie. Obwohl ihre Familie in den anderen Räumen ist, kann sie nicht schreien. Auch danach spricht sie mit niemandem darüber. Während Bohdans Geburtstagsfeier, zu der auch Robo eingeladen ist, schneidet sich Lena im Badezimmer ihre Pulsadern auf und wird in eine psychiatrische Klinik gebracht.
In der Klinik spricht Lena zunächst kaum ein Wort, die anderen Patienten machen sich in der Gruppentherapie mitunter über sie lustig. Auch ihrer Familie gegenüber kann sie sich nicht offenbaren. Mit ihrer Zimmernachbarin Ida kann sie sich schließlich anfreunden und beide können sogar über die Möglichkeit eines gemeinsamen Suizids scherzen. Ida wurde auch vergewaltigt, ihr glaubt die leitende Therapeutin jedoch nicht, sondern hält dies für unberechtigte Anschuldigungen. Roza besucht Lena, beide verlassen unerlaubt die Klinik und verbringen ein paar Stunden in der Umgebung. Doch als Roza fortwährend über Sex spricht, wird Lena wütend, beschimpft ihre Freundin und sagt, sie solle verschwinden. Lena geht zurück in die Klinik, wo sich Ida in der Nacht im gemeinsamen Zimmer das Leben nimmt. Um Lena bei der Verarbeitung der erlebten Traumata zu unterstützen, erhält sie eine Elektrokonvulsionstherapie.
Lena wird nach Hause entlassen und geht wieder zur Schule. Als sie in ihrem Zimmer mit Roza Mathematikaufgaben durchgeht, kommt alles wieder in ihr hoch und sie versucht erneut, sich mit einer Scherbe zu verletzen. Sie sagt, dass sie vergewaltigt wurde, aber nicht von wem. Lena kommt wieder in die Psychiatrie, doch ihre Mutter nimmt sie nach kurzem Reflektieren wieder mit nach Hause. Eines Abends lädt Lenas Mutter Robo zum Tee ein, wobei dieser vorgibt, keine neuen Nachhilfeschüler mehr aufzunehmen und schnell wieder geht. In der Schule spricht Robo Lena an und sagt, dass ihr bei der psychiatrischen Vorgeschichte sowieso keiner glauben würde. Während einer Sportstunde kann Lena Robos unterlegene Stellung beim Gewichtestemmen ausnutzen und ihn dazu bringen, vor ihr, Roza und Bohdan die Vergewaltigung zuzugeben. Lena oder Bohdan scheinen es auch ihren Eltern zu sagen. Ihr Vater fährt zu einem Wohnhaus und klingelt bei einer Wohnung. Ob er Rache an der Vergewaltigung nimmt, bleibt für den Zuschauer allerdings offen.
Lena geht mit Roza tanzen und trifft den Jungen, den sie zu Beginn im Club getroffen hat. Sie sitzen in der Morgendämmerung am Flussufer. Als sie aufbricht, fragt er, ob er sie begleiten dürfe. Sie verneint dies und geht allein davon.

## Produktion

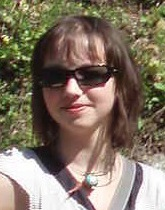
Regisseurin Tereza Nvotová (Foto von 2009)

Der Film wurde in der Zeit vom 30. September 2015 bis zum 22. September 2016 in Bratislava und Pezinok in der Slowakei gedreht.
Der Film ist das Regiedebüt von Tereza Nvotová. In einem Interview für Cineuropa spricht sie über die Hintergründe des Films. Im Vergleich zu anderen Filmen, die Vergewaltigung zum Thema haben, wird die Tat als Ausgangspunkt verwendet, der die Protagonistin auf eine spezielle Coming-of-Age-Reise schickt. Die Regisseurin wollte insbesondere darstellen, dass eine Vergewaltigung oft nicht in dunklen Gassen durch Fremde erfolgt, sondern auch in den eigenen vier Wänden durch uns bekannte Personen. Für Nvotová ist der Film ein Aufschrei, um so das Schweigen zu brechen. Das Krankenhaus, in dem Lena untergebracht wird, stellt keinen fiktiven Ort dar, sondern symbolisiert einige Zustände in slowakischen Institutionen. Für einige Szenen hat Nvotová Schauspieler und Patienten solcher Institutionen gemeinsam spielen lassen, was gut funktioniert habe.
Anna Šišková, die in dem Film Lenas Mutter spielt, ist im wirklichen Leben die Mutter der Regisseurin Tereza Nvotová.

## Rezeption

### Kritiken
Das Lexikon des internationalen Films gibt dem Film insgesamt 4 von 5 Sternen. Die Redaktion schreibt: „Raues, in matten Farben gefilmtes Drama, das einfühlsam und präzise die mannigfachen seelischen Erschütterungen durch eine Vergewaltigung umfasst. Zudem übt der Film an einer überforderten Gesellschaft ebenso starke Kritik wie am rückständigen slowakischen Gesundheitssystem“.

### Einspielergebnis
Der Film spielte weltweit ungefähr 300.000 US-Dollar ein.

### Auszeichnungen & Nominierungen
Der Film erhielt mehrere nationale und internationale Auszeichnungen und war 2017 einer der erfolgreichsten Filme in der Slowakei und in Tschechien. So erhielt der Film den Český lev („Böhmischer Löwe“) für den Besten Schnitt und weitere sieben Nominierungen (u. a. Bester Film, Beste Regie, Beste Hauptdarstellerin, Beste Nebendarstellerin). Er gewann den Slnko v sieti („Sonne im Netz“) in den Kategorien Beste Musik und Bestes Make-Up und erhielt weitere sechs Nominierungen (u. a. Bester Film, Beste Hauptdarstellerin, Beste Nebendarstellerin, Bester Schnitt). Der Film erhielt außerdem den Tschechischen Filmkritikerpreis für den besten Film 2017.